# Франсиско Лано де ла Енкомиенда
Франсиско Лано де ла Енкомиенда (на испански: Francisco Llano de la Encomienda) е испански генерал от Гражданската война в Испания.
Той командва войските в Барселона, когато е направен опит за военен бунт на 19 юли 1936 г. Затворен е от бунтовниците и след бунта е освободен от командването си. Получава командването на Северната армия през ноември 1936 г., но не успява да формира единно командване. Затруднен от регионална завист и смесено командване на редовни войски и милиция. Уволнен през май 1937 г. малко преди северната част на Испания да падне в ръцете на бунтовниците. След войната се укрива в Мексико.

## Биография
Енкомиенда е роден през 1879 г. Натрупва военен опит в Рифската война в Испанско Мароко. Повишен е в чин генерал през 1931 г.

### Командир в Барселона
Републиканските лидери се доверяват на Енкомиенда. Те му възлагат командването на дивизията в Барселона през февруари 1936 г., 4-та дивизия на официалната армия, въпреки че като бригаден генерал той няма ранга, очакван за този пост. След като генерал Франсиско Франко започва бунт, Енкомиенда казва на офицерите си на 18 юли 1936 г., че подкрепя партията на Републиканския съюз, но ако има избор между крайности ще подкрепи комунистите срещу фашистите. Този ден той уверява каталонския президент Луис Компанис, че няма размирици сред войските в казармите в Барселона. Въпреки това войските започват въстание в ранните часове на 19 юли 1936 г. и превземат ключови точки в града. Около 2 000 са бунтовниците, но републиканците имат подкрепата на полицията и могат да извикат 3 000 гражданска гвардия и 3 200 щурмова гвардия.
Енкомиенда е нерешителен в отговора си на кризата. Той продължава да дава заповеди и да прави телефонни обаждания в опит да спре бунта, което предизвиква известно объркване сред бунтовниците. Националистическият генерал Мануел Годед пристига в града от Майорка и арестува Енкомиенда. Водени от анархистите от Национална конфедерация на труда (CNT) и Иберийска анархистка федерация (FAI), работниците се организират, към които се присъединяват и лоялни войски и охрана и контраатакуват на следващия ден. След тежки битки те си възвръщат контрола над Барселона. Енкомиенда е освободен от командването си след въстанието. Той е поставен под изолация за известно време, тъй като след лошото му представяне по време на бунта републиканските власти не са напълно сигурни в неговата вярност.

### Армия на Севера
Армията на Севера обхваща Астурия, Кантабрия и Страната на баските. Тези региони поддържат значителна политическа и военна автономия. В миньорския регион Астурия милициите са ръководени от Белармино Томас, ръководител на комитета на Народния фронт за този регион. Въоръжените сили в Сантандер (Кантабрия) са ръководени от Хосе Гарсия Ваяс, бивш командир на батальон в Сантоня. Баските милиции са милитаризирани на 26 октомври 1936 г. Хосе Антонио Агире, президент на Страната на баските, създава и ръководи Генерален щаб, поставя военните индустрии под контрола на военните и извиква резервисти. До 26 ноември 1936 г. баските сили наброяват 25 000 души с артилерийски полк и помощни служби. Те се опитват да сформират баска армия, Еуско Гударостеа, въпреки че конституцията забранява това.
На 15 ноември 1936 г. Енкомиенда е изпратен в Билбао. Той заменя капитан Франсиско Сиутат де Мигел. Въпреки че технически е командир на Републиканската армия на Севера, той не успява да формира обединено командване. Енкомиенда няма ясни инструкции за ролята, която трябва да играе и скоро възникват противоречия с Агире. Командирите на трите сили на милицията се противопоставят на всяка намеса. Енкомиенда дори е подложен на митническа проверка при преминаване на „границата“ от Астурия до Сантандер при Ункера. През ноември 1936 г. Енкомиенда предприема опит да превземе Витория. Това е ключова цел, тъй като ще отвори сухопътни комуникации между Страната на баските и Франция. Опитът се проваля.
На 13 януари 1937 г. Агире информира Енкомиенда, че Баският съвет на министрите се е съгласил баското правителство и неговият военен министър да запазят юрисдикцията си по всички въпроси, свързани с войната и използването на човешки и материални ресурси, с изключение на командването на военни действия. Той признава ролята му в координирането на съвместните действия на баските, Сантандер и Астурийските сили и обещава да предостави помощ на Сантандерските и Астурийските части, когато това е възможно. В действителност, Агире е отстранил баските сили от командването на Енкомиенда. На няколко пъти Енкомиенда се оплаква горчиво на испанския премиер Франсиско Ларго Кабайеро за отказа на Агире да сътрудничи. По-късно Агире твърди, че военните съветници на Енкомиенда са планирали да подкопаят баския щаб.
Франкисткият генерал Емилио Мола започва кампания на север на 31 март 1937 г. Първата му цел е да превземе индустриалните зони на Страната на баските. Кампанията е безмилостна, използвайки масивни артилерийски удари и бомбардировки на градове като Герника, за да смаже съпротивата. Баските батальони накрая се подчиняват на заповедта на Енкомиенда да се формират в бригади. С настъпването на бунтовниците към Билбао през април 1937 г., Агире иска генерал Хосе Асенсио Торадо да бъде пратен в Билбао. Искането е отхвърлено, тъй като Асенсио е недоверчив след загубата на Малага. В края на април Агире иска генерал Себастиан Посас Перея, заявявайки, че Енкомиенда не е в състояние да командва 60 000 души от баските сили. Агире го нарича „олицетворение на военната некомпетентност.” Агире лично поема военното командване през май. На 27 май 1937 г. Енкомиенда е официално заменен от генерал Мариано Улибари.

## След войната
Билбао пада на 19 юни 1937 г. Енкомиенда е в Хихон до последния момент, след което бяга по море във Франция. Той се завръща в Барселона и е подложен на съдебен процес относно дейността му на север, от който е оправдан. Енкомиенда по-късно е назначен да отговаря за обучението. През април 1938 г. той вече не се смята за годен за активно командване, но е генерален инспектор на пехотата. След падането на Каталония той се завръща в централната зона. В края на войната бяга във Франция и от там в Мексико, където умира в изгнание през 1963 г.